# Nekrolog 4. Quartal 1997
Nekrolog
◄◄
| ◄
| 1993
| 1994
| 1995
| 1996
| 1997 | 1998 | 1999 | 2000 | 2001 | ► | ►►
1. Quartal |
2. Quartal |
3. Quartal |
4. Quartal 1997
Weitere Ereignisse | Allgemeiner Nekrolog 1997
Die Beschreibung der verstorbenen Person sollte so kurz wie möglich gehalten sein und nur deren signifikante Tätigkeit(en) enthalten.
Neue Namen ggf. auch unter dem Geburts- und Sterbedatum, also etwa unter 1. Januar und im Geburts- und Sterbejahr (2024) eintragen (nur bei entsprechender großer Wichtigkeit). Für Beispiele siehe die schon vorhandenen Artikel.
Außerdem über die fünf zuletzt Verstorbenen, zu denen es einen ausreichend guten Artikel für eine Präsentation auf der Hauptseite gibt, nach der todesbedingten Überarbeitung der Artikel ggf. auch unter Wikipedia Diskussion:Hauptseite informieren und sie am besten auch in den anderen Wikipedia-Sprachversionen eintragen. Tipp: Regelmäßig bei news.google.de nach „ist tot“, „gestorben“ oder „verstorben“ suchen.
Wenn eine Person gestorben ist, gibt es viele Seiten zu dieser Person in der Wikipedia, die davon auch betroffen sind und entsprechend aktualisiert werden müssen. Beispiele: Namenübersichtsseite, Geburtsjahr, Geburtsort-Seiten und viele mehr.
Wie finde ich die betroffenen Seiten?
Im Suchfeld auf der linken Seite gibt man den Suchbegriff so ein: „Vorname Nachname“. Dann klickt man auf Volltext und alle Seiten mit entsprechendem Suchtext werden aufgerufen. Hier sieht man dann schnell, wo auch das Todesjahr Sinn macht oder sogar ein Teil des Artikels angepasst werden muss. Auch hilft das „Werkzeug“ auf der linken Seite sehr gut, um solche Seiten aufzufinden: „Links auf diese Seite“. Somit ist die Wikipedia wieder aktuell in allen Bereichen! Hinweis: bei Eintragung der Kategorie „Gestorben JAHR“ wird der Missbrauchsfilter 49 ausgelöst, was jedoch nicht schlimm ist. Siehe: Spezial:Missbrauchsfilter/49
Dies ist eine Liste von im vierten Quartal 1997 verstorbenen bekannten Persönlichkeiten. Die Einträge erfolgen innerhalb der einzelnen Daten alphabetisch sortiert. Tiere sind im Nekrolog für Tiere zu finden.

## Oktober
| Tag         | Name                                                   | Beruf, bekannt als                                                                                              | Alter | Beleg |
| ----------- | ------------------------------------------------------ | --- | ----- | ----- |
| 1. Oktober  | Francisco Aramburu                                     | brasilianischer Fußballspieler                                                                                  | 75    |       |
| 1. Oktober  | Jurgis Gečys                                           | litauischer Forstwirt und Politiker                                                                             | 70    |       |
| 1. Oktober  | Hans F. Haefele                                        | Schweizer Historiker und Altphilologe                                                                           | 72    |       |
| 1. Oktober  | Hans Joachim Köhler                                    | deutscher Hippologe, Buchautor und Begründer der hannoverschen Reitpferde-Auktionen                             | 80    |       |
| 1. Oktober  | Siegfried Kronenbitter                                 | deutscher Fußballspieler                                                                                        | 73    |       |
| 2. Oktober  | Georgi Brankow                                         | bulgarischer Ingenieur                                                                                          | 84    |       |
| 2. Oktober  | Ladislaus Buzás                                        | deutscher Bibliothekar                                                                                          | 82    |       |
| 2. Oktober  | Erwin Jaeckle                                          | Schweizer Schriftsteller, Journalist und Politiker                                                              | 88    |       |
| 2. Oktober  | Guillermo Meza Álvarez                                 | mexikanischer Maler und Bühnenmaler                                                                             | 80    |       |
| 3. Oktober  | John Ashley                                            | US-amerikanischer Sänger, Schauspieler und Filmproduzent                                                        | 62    |       |
| 3. Oktober  | Walter Baumgartner                                     | Schweizer Komponist und Jazzmusiker                                                                             | 92    |       |
| 3. Oktober  | Richard Gilkey                                         | US-amerikanischer Maler                                                                                         | 72    |       |
| 3. Oktober  | Jarl Kulle                                             | schwedischer Schauspieler                                                                                       | 70    |       |
| 3. Oktober  | A. L. Rowse                                            | britischer Historiker, Dichter und Autor                                                                        | 93    |       |
| 3. Oktober  | Elisabeth Welz                                         | fränkische Volksschauspielerin                                                                                  | 73    |       |
| 4. Oktober  | Helmut Cämmerer                                        | deutscher Kanute                                                                                                | 86    |       |
| 4. Oktober  | Ted Deerhurst                                          | britischer Surfer                                                                                               | 40    |       |
| 4. Oktober  | Bill Easton                                            | US-amerikanischer Leichtathletiktrainer                                                                         | 93    |       |
| 4. Oktober  | Henry Holt                                             | US-amerikanischer Dirigent, Operndirektor und Musikpädagoge                                                     |       |       |
| 4. Oktober  | Otto Ernst Remer                                       | deutscher Offizier, zuletzt Generalmajor im Zweiten Weltkrieg                                                   | 85    |       |
| 4. Oktober  | Georg Renno                                            | deutscher Arzt, der an den nationalsozialistischen Krankenmorden beteiligt war                                  | 90    |       |
| 4. Oktober  | Max Riccabona                                          | österreichischer Autor                                                                                          | 82    |       |
| 4. Oktober  | Gunpei Yokoi                                           | japanischer Spieleentwickler                                                                                    | 56    |       |
| 4. Oktober  | Georg Zauner                                           | deutscher Regisseur und Science-Fiction-Autor                                                                   | 77    |       |
| 5. Oktober  | Heinrich Forer                                         | italienischer Geistlicher und Weihbischof (Südtirol)                                                            | 83    |       |
| 5. Oktober  | Andrew Keir                                            | britischer Schauspieler                                                                                         | 71    |       |
| 5. Oktober  | Brian Pillman                                          | US-amerikanischer Footballspieler und Wrestler                                                                  | 35    |       |
| 5. Oktober  | Eberhard Schnelle                                      | deutscher Organisationsberater                                                                                  | 76    |       |
| 5. Oktober  | Bernard Yago                                           | ivorischer Kardinal der römisch-katholischen Kirche und Erzbischof von Abidjan                                  | 81    |       |
| 6. Oktober  | Orlando Agosti                                         | argentinischer Politiker und Militär                                                                            | 72    |       |
| 6. Oktober  | Warren Louis Boudreaux                                 | US-amerikanischer Geistlicher, Bischof von Houma-Thibodaux                                                      | 79    |       |
| 6. Oktober  | Jewgeni Ananjewitsch Chaldei                           | sowjetischer Fotograf                                                                                           | 80    |       |
| 6. Oktober  | Siegfried Gropper                                      | deutscher Jurist und Bankmanager                                                                                | 76    |       |
| 6. Oktober  | Adrienne Hill                                          | britische Schauspielerin                                                                                        | 60    |       |
| 6. Oktober  | Eboa Lotin                                             | kamerunischer Musiker                                                                                           | 55    |       |
| 6. Oktober  | Hartwig Schlegelberger                                 | deutscher Politiker (CDU), MdL, Landesminister in Schleswig-Holstein                                            | 83    |       |
| 7. Oktober  | Adolf Brockhoff                                        | deutscher katholischer Priester                                                                                 | 77    |       |
| 7. Oktober  | Mihai Gere                                             | rumänischer Politiker (PCR)                                                                                     | 78    |       |
| 7. Oktober  | Paul Limberg                                           | deutscher Pflanzenbauwissenschaftler und Hochschullehrer                                                        | 80    |       |
| 7. Oktober  | Wolfgang Schmierer                                     | deutscher Historiker                                                                                            | 59    |       |
| 7. Oktober  | Jörg Schreyögg                                         | deutscher Maler und Grafiker                                                                                    | 83    |       |
| 7. Oktober  | Alois Seiler                                           | deutscher Historiker und Pädagoge                                                                               | 88    |       |
| 7. Oktober  | Janez Vrhovec                                          | serbischer Schauspieler                                                                                         | 76    |       |
| 7. Oktober  | Friedrich Zipp                                         | deutscher Komponist und Kirchenmusiker                                                                          | 83    |       |
| 8. Oktober  | Nando Barbieri                                         | italienischer Automobilrennfahrer                                                                               | 90    |       |
| 8. Oktober  | Hans Beutz                                             | deutscher Verwaltungsbeamter und Politiker (SPD)                                                                | 88    |       |
| 8. Oktober  | Bertrand Goldberg                                      | US-amerikanischer Architekt                                                                                     | 84    |       |
| 8. Oktober  | Ricky Lee Green                                        | US-amerikanischer Serienmörder                                                                                  | 36    |       |
| 8. Oktober  | Robin Lee                                              | US-amerikanischer Eiskunstläufer                                                                                | 77    |       |
| 8. Oktober  | William B. Spong                                       | US-amerikanischer Politiker (Demokratische Partei)                                                              | 77    |       |
| 9. Oktober  | Məmməd Bağırov                                         | Oberleutnant der sowjetischen Armee aserbaidschanischer Herkunft                                                | 75    |       |
| 9. Oktober  | Albert Dérozier                                        | französischer Romanist und Hispanist                                                                            | 64    |       |
| 9. Oktober  | Hans-Joachim Haase                                     | deutscher Nervenarzt und Psychotherapeut                                                                        | 75    |       |
| 9. Oktober  | Monty Hoyt                                             | US-amerikanischer Eiskunstläufer                                                                                | 53    |       |
| 9. Oktober  | Joel Pritchard                                         | US-amerikanischer Politiker                                                                                     | 72    |       |
| 9. Oktober  | Roy Rappaport                                          | US-amerikanischer Anthropologe                                                                                  | 71    |       |
| 10. Oktober | Marieluise Bernhard-von Luttitz                        | deutsche Schriftstellerin                                                                                       | 84    |       |
| 10. Oktober | Michael Dewar                                          | US-amerikanischer theoretischer Chemiker                                                                        | 79    |       |
| 10. Oktober | Harold French                                          | britischer Schauspieler                                                                                         | 100   |       |
| 10. Oktober | Reinhard van Hoorickx                                  | belgischer Benediktiner, Musikhistoriker und Regens chori                                                       | 78    |       |
| 10. Oktober | Hans-Joachim Kasprzik                                  | deutscher DEFA-Regisseur                                                                                        | 69    |       |
| 10. Oktober | Traute Rose                                            | deutsche Schauspielerin, Sängerin, Hörspiel- und Synchronsprecherin                                             | 93    |       |
| 10. Oktober | Anton Schlager                                         | österreichischer Landwirt und Politiker (ÖVP), Abgeordneter zum Nationalrat                                     | 76    |       |
| 10. Oktober | Hans Schneider                                         | Schweizer Politiker (FDP)                                                                                       | 93    |       |
| 10. Oktober | Max Schürer                                            | Schweizer Mathematiker, Astronom und Geodät                                                                     | 87    |       |
| 10. Oktober | Gerty Spies                                            | deutsche Schriftstellerin                                                                                       | 100   |       |
| 11. Oktober | Paul Doughty Bartlett                                  | US-amerikanischer Chemiker                                                                                      | 90    |       |
| 11. Oktober | Ruth-Marion Baruch                                     | US-amerikanische Fotografin                                                                                     | 75    |       |
| 11. Oktober | Fritz Beyle                                            | deutscher Gewerbemaler                                                                                          | 98    |       |
| 11. Oktober | Giacinto Bosco                                         | italienischer Politiker und Jurist                                                                              | 92    |       |
| 11. Oktober | Giampaolo Capovilla                                    | italienischer Maler, Schauspieler und Filmregisseur                                                             | 51    |       |
| 11. Oktober | Käthe Gold                                             | österreichische Schauspielerin                                                                                  | 90    |       |
| 11. Oktober | Iwan Sergejewitsch Jarygin                             | sowjetischer Ringer                                                                                             | 49    |       |
| 11. Oktober | Heinz-Eberhard Opitz                                   | deutscher Offizier und Richter                                                                                  | 85    |       |
| 11. Oktober | Cornelia Schröder-Auerbach                             | deutsch Musikpädagogin, Cembalistin, Musikwissenschaftlerin und Autorin                                         | 97    |       |
| 11. Oktober | Berno Zeißler                                          | deutscher Jurist und Politiker                                                                                  | 90    |       |
| 12. Oktober | Raúl Arellano                                          | mexikanischer Fußballspieler                                                                                    | 62    |       |
| 12. Oktober | John Denver                                            | US-amerikanischer Country- und Folk-Sänger                                                                      | 53    |       |
| 12. Oktober | Martha Näbauer                                         | deutsche Mathematikerin und Hochschullehrerin                                                                   | 83    |       |
| 12. Oktober | Wolfgang Pepper                                        | deutscher Journalist und Politiker (SPD)                                                                        | 86    |       |
| 12. Oktober | Talib Schabib                                          | irakischer Politiker und Diplomat                                                                               | 63    |       |
| 12. Oktober | Klaus Ullmann                                          | deutscher Ministerialbeamter, Bankvorstand und Kulturhistoriker                                                 | 72    |       |
| 12. Oktober | Alfred Zander                                          | schweizerisch-deutscher Anführer der Nationalen Front                                                           | 92    |       |
| 13. Oktober | Henri Badoux                                           | Schweizer Politiker (FDP)                                                                                       | 88    |       |
| 13. Oktober | Adil Çarçani                                           | albanischer Premierminister                                                                                     | 75    |       |
| 13. Oktober | Joyce Compton                                          | US-amerikanische Schauspielerin                                                                                 | 90    |       |
| 13. Oktober | Kārlis Irbītis                                         | lettischer Flugzeugkonstrukteur                                                                                 | 92    |       |
| 13. Oktober | Siegfried Jankowski                                    | deutscher Politiker (SPD), MdL                                                                                  | 70    |       |
| 13. Oktober | Richard Mason                                          | britischer Schriftsteller                                                                                       | 78    |       |
| 13. Oktober | Peter Schütz                                           | deutscher Politiker (CDU)                                                                                       | 52    |       |
| 13. Oktober | Paul Truppe                                            | österreichischer Politiker (SPÖ), Landtagsabgeordneter, Abgeordneter zum Nationalrat                            | 84    |       |
| 13. Oktober | Kawamura Yasuo                                         | japanischer Eisschnellläufer                                                                                    | 89    |       |
| 14. Oktober | Wolfgang Buddenberg                                    | deutscher Jurist und Richter                                                                                    | 85    |       |
| 14. Oktober | Jacqueline Delubac                                     | französische Schauspielerin, Kunstsammlerin und Mäzenin                                                         | 90    |       |
| 14. Oktober | Sergei Sergejewitsch Iljin                             | sowjetischer Fußball- und Bandyspieler                                                                          | 91    |       |
| 14. Oktober | Otto Peisl                                             | deutscher Volksmusiker, Volksmusikpfleger und Volksliedsammler                                                  | 80    |       |
| 14. Oktober | Harold Robbins                                         | US-amerikanischer Schriftsteller                                                                                | 81    |       |
| 14. Oktober | Ulf Sundberg                                           | schwedischer Forstwissenschaftler                                                                               | 78    |       |
| 14. Oktober | Roland Weber                                           | deutscher Gartenarchitekt                                                                                       | 88    |       |
| 15. Oktober | Henryk Bista                                           | polnischer Schauspieler                                                                                         | 63    |       |
| 15. Oktober | Walter Fritzsch                                        | deutscher Fußballtrainer                                                                                        | 76    |       |
| 15. Oktober | Bruno Kress                                            | deutscher Philologe                                                                                             | 90    |       |
| 15. Oktober | Samuel Rothenberg                                      | deutscher evangelischer Theologe                                                                                | 87    |       |
| 16. Oktober | Arthur Hilary Armstrong                                | britischer klassischer Philologe und Philosophiehistoriker                                                      | 88    |       |
| 16. Oktober | Lotte Goslar                                           | deutsch-US-amerikanische Tänzerin                                                                               | 90    |       |
| 16. Oktober | Adrian Krasniqi                                        | kosovo-albanischer Kommandant                                                                                   | 25    |       |
| 16. Oktober | Audra Lindley                                          | US-amerikanische Film-, Theater- und Fernsehschauspielerin                                                      | 79    |       |
| 16. Oktober | James A. Michener                                      | US-amerikanischer Schriftsteller                                                                                | 90    |       |
| 16. Oktober | Olga von Griechenland                                  | griechisch-jugoslawische Ehefrau von Prinzregent Paul von Jugoslawien                                           | 94    |       |
| 16. Oktober | David K. Stewart                                       | US-amerikanischer Kameramann und Filmtechniker                                                                  | 60    |       |
| 16. Oktober | Cedric West                                            | britischer Jazzmusiker (Gitarre)                                                                                | 77    |       |
| 17. Oktober | Karl Branner                                           | deutscher Politiker (SPD), Oberbürgermeister von Kassel (1963–1975)                                             | 87    |       |
| 17. Oktober | Julius Hackethal                                       | deutscher Arzt                                                                                                  | 75    |       |
| 17. Oktober | Antonio Ruiz-Pipó                                      | spanischer Pianist und Komponist                                                                                | 63    |       |
| 17. Oktober | Walter Schmidt                                         | deutscher Ingenieur und Politiker (SPD), MdL, MdB                                                               | 90    |       |
| 17. Oktober | László Szabados                                        | ungarischer Schwimmer                                                                                           | 86    |       |
| 17. Oktober | Erica Wallis                                           | Schweizer Politikerin (SP)                                                                                      | 52    |       |
| 18. Oktober | Hans Bandele                                           | deutscher Sportfunktionär                                                                                       | 88    |       |
| 18. Oktober | Robert Caramico                                        | US-amerikanischer Kameramann                                                                                    | 64    |       |
| 18. Oktober | Walter William Curtis                                  | US-amerikanischer Geistlicher, römisch-katholischer Bischof von Bridgeport                                      | 84    |       |
| 18. Oktober | Trude Eipperle                                         | deutsche Opernsängerin (Sopran)                                                                                 | 89    |       |
| 18. Oktober | Vince Gironda                                          | US-amerikanischer Bodybuilder                                                                                   | 79    |       |
| 18. Oktober | Paul Jarrico                                           | US-amerikanischer Drehbuchautor und Filmproduzent                                                               | 82    |       |
| 18. Oktober | Étienne Laisné                                         | französischer Geher                                                                                             | 92    |       |
| 18. Oktober | Horst Laube                                            | deutscher Dramaturg und Schriftsteller                                                                          | 58    |       |
| 18. Oktober | William Rotsler                                        | US-amerikanischer Science-Fiction-Cartoonist und -Autor                                                         | 71    |       |
| 18. Oktober | Adolf Schröter                                         | deutscher Porträt- und Landschaftsmaler, Druckgrafiker und Kunsterzieher                                        | 93    |       |
| 18. Oktober | David Seath                                            | neuseeländischer Politiker                                                                                      | 83    |       |
| 19. Oktober | Francisco Guerrero Marín                               | spanischer Komponist                                                                                            | 46    |       |
| 19. Oktober | Arthur Ibbetson                                        | britischer Kameramann                                                                                           | 75    |       |
| 19. Oktober | Pilar Miró                                             | spanische Drehbuchautorin und Regisseurin                                                                       | 57    |       |
| 19. Oktober | Eduard Neuwirth                                        | österreichischer Fußballspieler und -trainer                                                                    | 75    |       |
| 20. Oktober | Ditmar Danelius                                        | deutscher Kommunist in der Résistance                                                                           | 90    |       |
| 20. Oktober | Fang Yi                                                | chinesischer Politiker in der Volksrepublik China                                                               | 81    |       |
| 20. Oktober | Manush Myftiu                                          | albanischer kommunistischer Politiker                                                                           | 78    |       |
| 20. Oktober | Henry Vestine                                          | US-amerikanischer Gitarrist                                                                                     | 52    |       |
| 20. Oktober | Robin Woods                                            | britischer Theologe, Dekan von Windsor und Bischof von Worcester                                                | 83    |       |
| 21. Oktober | August Franke                                          | deutscher Politiker (SPD) und Abgeordneter des Hessischen Landtags                                              | 77    |       |
| 21. Oktober | Bernhard Grünert                                       | deutscher Politiker (SED) und Landwirtschaftsmanager in der DDR                                                 | 91    |       |
| 21. Oktober | Harold L. Mitchell                                     | US-amerikanischer Neurologe und Psychiater                                                                      | 100   |       |
| 21. Oktober | Gisela Schwerdt                                        | deutsche Politikerin (FDP)                                                                                      | 80    |       |
| 21. Oktober | Gert P. Spindler                                       | deutscher Textilfabrikant und Sozialpolitiker                                                                   | 83    |       |
| 21. Oktober | Lorenzo Sumulong                                       | philippinischer Politiker                                                                                       | 92    |       |
| 21. Oktober | Aale Tynni                                             | finnische Dichterin, Übersetzerin und Olympiasiegerin                                                           | 84    |       |
| 21. Oktober | Hedwig Wallis                                          | deutsche Ärztin und Politikerin (CDU), MdHB                                                                     | 76    |       |
| 21. Oktober | Ioannis Zigdis                                         | griechischer Politiker                                                                                          | 84    |       |
| 22. Oktober | Werner Bertheau                                        | deutscher Verwaltungsjurist                                                                                     | 91    |       |
| 22. Oktober | Fernando Castillo                                      | chilenischer römisch-katholischer Theologe und Soziologe                                                        | 54    |       |
| 22. Oktober | Harry Goodman                                          | US-amerikanischer Jazzmusiker und Musikverleger                                                                 | 91    |       |
| 22. Oktober | Adolf Harwalik                                         | österreichischer Schulinspektor und Politiker (ÖVP), Abgeordneter zum Nationalrat                               | 89    |       |
| 22. Oktober | Hermann Höhn                                           | deutscher evangelischer Pfarrer                                                                                 | 84    |       |
| 22. Oktober | Günter Köster                                          | deutscher Leichtathlet                                                                                          | 80    |       |
| 22. Oktober | Reinhard Lauck                                         | deutscher Fußballspieler                                                                                        | 51    |       |
| 22. Oktober | Charles McCallister                                    | US-amerikanischer Wasserballspieler                                                                             | 94    |       |
| 22. Oktober | Hermann Precht                                         | deutscher Pädagoge und Politiker (SPD), MdL                                                                     | 60    |       |
| 22. Oktober | Matthew Trupiano                                       | US-amerikanischer Mafioso                                                                                       | 58    |       |
| 22. Oktober | Donald E. Wimber                                       | US-amerikanischer Biologe und Orchideenzüchter                                                                  | 67    |       |
| 23. Oktober | Bert Haanstra                                          | niederländischer Regisseur, Drehbuchautor, Filmproduzent und Kameramann                                         | 81    |       |
| 23. Oktober | Pinchas Lapide                                         | jüdischer Religionswissenschaftler                                                                              | 74    |       |
| 23. Oktober | Erhard Lazi                                            | deutscher Jurist und Kommunalpolitiker                                                                          | 74    |       |
| 23. Oktober | Michael Peter                                          | deutscher Hockeyspieler                                                                                         | 48    |       |
| 23. Oktober | Luther George Simjian                                  | US-amerikanischer Erfinder armenischer Herkunft                                                                 | 92    |       |
| 23. Oktober | Gerd Tacke                                             | deutscher Siemens-Manager                                                                                       | 91    |       |
| 23. Oktober | Willi Zinnkann                                         | deutscher Politiker (SPD), MdL                                                                                  | 81    |       |
| 24. Oktober | Janine Andrade                                         | französische Violinistin                                                                                        | 78    |       |
| 24. Oktober | Günter Farchmin                                        | deutscher Politiker der Sozialistischen Einheitspartei Deutschlands (SED) und Hochschullehrer in der Deutsch... | 84    |       |
| 24. Oktober | Albert Janetschek                                      | österreichischer Pädagoge und Schriftsteller                                                                    | 72    |       |
| 24. Oktober | Hubert Blaine Wolfeschlegelsteinhausenbergerdorff, Sr. | US-amerikanischer Guinness-Buch Rekordinhaber                                                                   | 83    |       |
| 25. Oktober | Franček Brglez                                         | jugoslawischer Europameister im Fernschach                                                                      | 75    |       |
| 25. Oktober | Virgilio Expósito                                      | argentinischer Tangokomponist und Pianist                                                                       | 73    |       |
| 25. Oktober | Hans Löfflad                                           | deutscher Politiker (WAV, DP), MdB                                                                              | 75    |       |
| 25. Oktober | Mina Rees                                              | US-amerikanische Mathematikerin                                                                                 | 95    |       |
| 25. Oktober | George Reinhart                                        | Schweizer Filmproduzent, Verleger und Gründer des Fotomuseums Winterthur                                        | 55    |       |
| 25. Oktober | Lino Zanini                                            | italienischer Geistlicher, römisch-katholischer Erzbischof und Diplomat des Heiligen Stuhls                     | 88    |       |
| 26. Oktober | Franz Huter                                            | österreichischer Historiker                                                                                     | 98    |       |
| 26. Oktober | Walter Künneth                                         | deutscher Theologe                                                                                              | 96    |       |
| 26. Oktober | Donald Ray Matthews                                    | US-amerikanischer Politiker                                                                                     | 90    |       |
| 26. Oktober | Ena Neill                                              | britische Pädagogin                                                                                             | 87    |       |
| 26. Oktober | Adolf Presber                                          | deutscher Maler und Grafiker                                                                                    | 100   |       |
| 26. Oktober | Richard Schulz                                         | deutscher Romanist, Esperantist und Schriftsteller                                                              | 91    |       |
| 26. Oktober | John Reese Stevenson                                   | US-amerikanischer Jurist                                                                                        | 76    |       |
| 27. Oktober | Helmut Arndt                                           | deutscher Wirtschaftswissenschaftler                                                                            | 86    |       |
| 27. Oktober | Ratip Berker                                           | türkischer angewandter Mathematiker und Ingenieurwissenschaftler für Mechanik                                   | 88    |       |
| 27. Oktober | Klaus Dürr                                             | deutscher Politiker (SPD), MdA                                                                                  | 58    |       |
| 27. Oktober | Achim Gercke                                           | deutscher Rasseforscher und Politiker (NSDAP), MdR                                                              | 95    |       |
| 27. Oktober | Franz Kain                                             | österreichischer Journalist, Schriftsteller und Politiker                                                       | 75    |       |
| 27. Oktober | Harald Kalnins                                         | deutscher Geistlicher, Bischof der Evangelisch-Lutherischen Kirche                                              | 86    |       |
| 28. Oktober | Walter Capps                                           | US-amerikanischer Politiker                                                                                     | 63    |       |
| 28. Oktober | Paolo Collura                                          | italienischer Paläograph, Diplomatiker                                                                          | 83    |       |
| 28. Oktober | Karl Wrabetz                                           | deutscher Physiko-Chemiker und Schriftsteller                                                                   | 69    |       |
| 28. Oktober | Klaus Wunderlich                                       | deutscher Musiker                                                                                               | 66    |       |
| 29. Oktober | Len Beurton                                            | englischer Kommunist, Widerstandskämpfer und Agent des GRU                                                      | 83    |       |
| 29. Oktober | Alexander zu Dohna-Schlobitten                         | deutscher Großgrundbesitzer, Offizier und Autor                                                                 | 97    |       |
| 29. Oktober | František Domažlický                                   | tschechischer Geiger, Bratscher und Komponist                                                                   | 84    |       |
| 29. Oktober | Max Dresden                                            | US-amerikanischer Physiker                                                                                      | 79    |       |
| 29. Oktober | Fred Gruen                                             | australischer Wirtschaftswissenschaftler                                                                        | 76    |       |
| 29. Oktober | Joseph Grunwald                                        | US-amerikanischer Wirtschaftswissenschaftler                                                                    | 76    |       |
| 29. Oktober | Paul Guth                                              | französischer Schriftsteller                                                                                    | 87    |       |
| 29. Oktober | Alo Hauser                                             | deutscher Jurist und Politiker (CDU), MdL, MdB                                                                  | 67    |       |
| 29. Oktober | Mary Jane Latsis                                       | US-amerikanische Schriftstellerin                                                                               | 70    |       |
| 29. Oktober | Anton Szandor LaVey                                    | US-amerikanischer Okkultist, Gründer der „Church of Satan“                                                      | 67    |       |
| 29. Oktober | Felix Müller                                           | deutscher Bildhauer und Maler                                                                                   | 93    |       |
| 29. Oktober | Big Nick Nicholas                                      | US-amerikanischer Jazzmusiker                                                                                   | 75    |       |
| 29. Oktober | Wolfgang Richard Roth                                  | deutscher Chemiker                                                                                              | 67    |       |
| 29. Oktober | Hans Wilhelm Siegel                                    | deutscher Kunstsammler                                                                                          | 94    |       |
| 30. Oktober | Samuel Fuller                                          | US-amerikanischer Regisseur, Drehbuchautor und Schauspieler                                                     | 85    |       |
| 30. Oktober | Alexander Wladimirowitsch Isossimow                    | sowjetischer Boxer                                                                                              | 57    |       |
| 30. Oktober | Chic Waterson                                          | britischer Kameramann                                                                                           | 73    |       |
| 31. Oktober | Aimable                                                | französischer Akkordeonspieler                                                                                  | 75    |       |
| 31. Oktober | Bram Appel                                             | niederländischer Fußballspieler                                                                                 | 76    |       |
| 31. Oktober | Hans Bauer                                             | deutscher Fußballspieler                                                                                        | 70    |       |
| 31. Oktober | Sidney Darlington                                      | US-amerikanischer Erfinder                                                                                      | 91    |       |
| 31. Oktober | Gendün Rinpoche                                        | tibetanischer Lama der Karma-Kagyü-Linie des tibetischen Buddhismus                                             |       |       |
| 31. Oktober | Margherita Guzzinati                                   | italienische Schauspielerin                                                                                     | 57    |       |
| 31. Oktober | John Whitney Hall                                      | US-amerikanischer Historiker und Japanologe                                                                     | 81    |       |
| 31. Oktober | Tadeusz Janczar                                        | polnischer Schauspieler                                                                                         | 71    |       |
| 31. Oktober | Andrei Jerschik                                        | österreichischer Tänzer, Choreograf und Ballettmeister                                                          | 95    |       |
| 31. Oktober | Taisto Kangasniemi                                     | finnischer Ringer                                                                                               | 73    |       |
| 31. Oktober | Theodor Kirsch                                         | deutscher Mund-, Kiefer- und Gesichtschirurg sowie Hochschullehrer                                              | 85    |       |
| 31. Oktober | Johannes Niks                                          | estnischer Fußballspieler                                                                                       | 85    |       |
| 31. Oktober | Wolfgang Preiser                                       | deutscher Rechtswissenschaftler                                                                                 | 94    |       |
| 31. Oktober | George Roth                                            | US-amerikanischer Turner                                                                                        | 86    |       |
| Oktober     | Helmut Baier                                           | deutscher Orchesterleiter                                                                                       | 65    |       |
| Oktober     | Peter Boita                                            | britischer Filmeditor                                                                                           | 73    |       |

## November
| Tag          | Name                                                      | Beruf, bekannt als                                                                                   | Alter | Beleg |
| ------------ | --------------------------------------------------------- | --- | ----- | ----- |
| 1. November  | Wolfgang Abel                                             | österreichischer Anthropologe und NS-Rassenbiologe                                                   | 92    |       |
| 1. November  | Rawil Nesamowitsch Chabutdinow                            | sowjetischer Gewichtheber                                                                            | 68    |       |
| 1. November  | Fritz Lachmund                                            | deutscher Autor, Heimatforscher und Sammler historischer Hamburger Bilddokumente                     | 86    |       |
| 1. November  | Roger Marche                                              | französischer Fußballspieler                                                                         | 73    |       |
| 1. November  | Karl Rührschneck                                          | deutscher Motorradrennfahrer                                                                         | 86    |       |
| 2. November  | Günter Biermann                                           | deutscher Politiker (SPD), MdB                                                                       | 66    |       |
| 2. November  | Maria Hagleitner                                          | österreichische Politikerin (SPÖ), Abgeordnete zum Nationalrat, Mitglied des Bundesrates             | 90    |       |
| 2. November  | Ayya Khema                                                | buddhistische Nonne                                                                                  | 74    |       |
| 2. November  | Helen Stevenson Meyner                                    | US-amerikanische Politikerin                                                                         | 68    |       |
| 2. November  | Nagamine Shōshin                                          | japanischer Kampfkunstexperte                                                                        | 90    |       |
| 2. November  | Gerhard Neumann                                           | deutscher Maschinenbauingenieur und Erfinder                                                         | 80    |       |
| 2. November  | Bernhard Plettner                                         | deutscher Ingenieur, Manager und Unternehmer                                                         | 82    |       |
| 2. November  | Carson Smith                                              | US-amerikanischer Jazzbassist                                                                        | 66    |       |
| 2. November  | Karl-Heinz Sonne                                          | deutscher Manager                                                                                    | 82    |       |
| 3. November  | Elmar Albrecht                                            | deutscher Maler und Bühnenbildner                                                                    | 82    |       |
| 3. November  | Herbert Albrecht                                          | deutscher Ringer                                                                                     | 72    |       |
| 3. November  | Antoine Cuissard                                          | französischer Fußballspieler und Fußballtrainer                                                      | 73    |       |
| 3. November  | Gerhard Franke                                            | deutscher Fußballspieler                                                                             | 64    |       |
| 3. November  | François Gillen                                           | luxemburgischer Künstler                                                                             | 83    |       |
| 3. November  | Zigmantas Pocius                                          | litauischer Politiker, Mitglied des Seimas                                                           | 62    |       |
| 3. November  | Edmond Adolphe de Rothschild                              | französisch-jüdischer Bankier                                                                        | 71    |       |
| 3. November  | Ingeborg Schnack                                          | deutsche Bibliothekarin                                                                              | 101   |       |
| 3. November  | Heinrich Sporleder                                        | deutscher Politiker (SPD), MdL                                                                       | 78    |       |
| 3. November  | Ernst Thomas                                              | deutscher Musikkritiker und Musikschriftsteller                                                      | 81    |       |
| 3. November  | Farpi Vignoli                                             | italienischer Bildhauer                                                                              | 90    |       |
| 4. November  | George Michael Chambers                                   | Premierminister von Trinidad und Tobago                                                              | 69    |       |
| 4. November  | Erich Friedländer                                         | deutsch-US-amerikanischer Chemiker                                                                   | 96    |       |
| 4. November  | Walther Peter Fuchs                                       | deutscher Historiker und Hochschullehrer                                                             | 92    |       |
| 4. November  | Roger Loewig                                              | deutscher Zeichner, Maler und Schriftsteller                                                         | 67    |       |
| 4. November  | Anita Sellenschloh                                        | deutsche Lehrerin, Widerstandskämpferin gegen den Nationalsozialismus                                | 85    |       |
| 4. November  | Phil Soto                                                 | US-amerikanischer Politiker                                                                          | 71    |       |
| 4. November  | Ítalo Zappa                                               | brasilianischer Diplomat                                                                             | 71    |       |
| 5. November  | James Robert Baker                                        | US-amerikanischer Drehbuchautor und Schriftsteller                                                   | 51    |       |
| 5. November  | Isaiah Berlin                                             | britisch-jüdisch-russischer politischer Philosoph und Ideengeschichtler                              | 88    |       |
| 5. November  | Hilde Nocker                                              | deutsche Fernsehansagerin und Moderatorin                                                            | 73    |       |
| 5. November  | Epic Soundtracks                                          | britischer Musiker und Künstler                                                                      | 38    |       |
| 5. November  | Walther Kraus                                             | österreichischer Klassischer Philologe                                                               | 94    |       |
| 6. November  | Luigi Cantone                                             | italienischer Fechter                                                                                | 80    |       |
| 6. November  | Lore Hummel                                               | deutsche Kunstdesignerin, Bilder-/Kinderbuchautorin und -illustratorin                               | 82    |       |
| 6. November  | Anne Stine Ingstad                                        | norwegische Archäologin                                                                              | 79    |       |
| 6. November  | Willi Klein                                               | deutscher Skirennläufer                                                                              | 70    |       |
| 6. November  | Annie Llewelyn-Davies, Baroness Llewelyn-Davies of Hastoe | britische Politikerin, Mitglied des House of Commons                                                 | 82    |       |
| 6. November  | Josef Pieper                                              | deutscher christlicher Philosoph                                                                     | 93    |       |
| 7. November  | Lloyd H. Donnell                                          | US-amerikanischer Ingenieurwissenschaftler für Mechanik                                              | 102   |       |
| 7. November  | Werner Giggenbach                                         | deutscher Geochemiker, Geologe und Vulkanologe                                                       | 59    |       |
| 7. November  | Josef Müller                                              | deutscher Pädagoge und Politiker (CDU), MdB, MdEP                                                    | 78    |       |
| 7. November  | Bedri Noyan                                               | türkischer Völkerrechtler und Mediengründer                                                          |       |       |
| 7. November  | Paul Ricard                                               | französischer Unternehmer und Firmengründer                                                          | 88    |       |
| 7. November  | Wolfgang von Wartburg                                     | Schweizer Historiker                                                                                 | 83    |       |
| 8. November  | Christian Bühler                                          | Schweizer Politiker (Demokratische Partei Graubündens)                                               | 94    |       |
| 8. November  | Prosper Depredomme                                        | belgischer Radrennfahrer                                                                             | 79    |       |
| 8. November  | Mohammad Ali Dschamalzade                                 | iranischer Autor und Jurist                                                                          | 105   |       |
| 8. November  | Herbert Huber                                             | deutscher Jurist und Politiker (CSU), MdL                                                            | 67    |       |
| 8. November  | Lam Ching Ying                                            | chinesischer Schauspieler und Regisseur                                                              | 44    |       |
| 8. November  | Michael Ward                                              | britischer Schauspieler                                                                              | 88    |       |
| 8. November  | Kurt Georg Wernicke                                       | deutscher Jurist und Bibliothekar                                                                    | 88    |       |
| 9. November  | Hanns Anton Brütsch                                       | Schweizer Architekt                                                                                  | 81    |       |
| 9. November  | Douglas Feaver                                            | britischer Theologe und Bischof von Peterborough                                                     | 83    |       |
| 9. November  | Paul Haghedooren                                          | belgischer Radrennfahrer                                                                             | 38    |       |
| 9. November  | Carl Gustav Hempel                                        | deutsch-US-amerikanischer Philosoph                                                                  | 92    |       |
| 9. November  | Helenio Herrera                                           | argentinisch-französischer Fußballspieler und -trainer                                               | 87    |       |
| 9. November  | Joe Roccisano                                             | US-amerikanischer Jazz-Musiker (Altsaxophon, Sopransaxophon und Flöte) und Arrangeur                 | 58    |       |
| 09. November | Cecil Elaine Eustace Smith                                | kanadische Eiskunstläuferin                                                                          | 89    |       |
| 9. November  | Titus Taeschner                                           | deutscher Architekt                                                                                  | 92    |       |
| 9. November  | Günter Wojaczek                                           | deutscher Altphilologe und Gymnasiallehrer                                                           | 65    |       |
| 10. November | Friedrich Hammer                                          | deutscher Theologe, Publizist und Heimatforscher                                                     | 89    |       |
| 10. November | Helmut Härtig                                             | deutscher Bergbauwissenschaftler                                                                     | 95    |       |
| 10. November | Oliver McGregor, Baron McGregor of Durris                 | britischer Soziologe und Hochschullehrer                                                             | 76    |       |
| 10. November | Ave Ninchi                                                | italienische Schauspielerin                                                                          | 81    |       |
| 10. November | Mori Yoshio                                               | japanischer Maler                                                                                    | 88    |       |
| 10. November | Paul Seuthe                                               | deutscher Kunstmaler und Architekt                                                                   | 88    |       |
| 10. November | Tommy Tedesco                                             | US-amerikanischer Gitarrist (Jazz, Rock, Pop) sowie Autor                                            | 67    |       |
| 10. November | Annie Dodge Wauneka                                       | US-amerikanische Politikerin und Aktivistin der Navajo                                               | 87    |       |
| 11. November | William Alland                                            | US-amerikanischer Schauspieler und Filmproduzent                                                     | 81    |       |
| 11. November | Lew Douglas                                               | US-amerikanischer Arrangeur, Musikproduzent und Songwriter                                           | 85    |       |
| 11. November | Jean Gaulmier                                             | französischer Romanist, Orientalist und Literarhistoriker                                            | 92    |       |
| 11. November | Shake Keane                                               | vincentischer Jazz-Trompeter, Dichter und Politiker                                                  | 70    |       |
| 11. November | Jerzy Krzysztoń                                           | polnischer Fernschachspieler                                                                         | 57    |       |
| 11. November | Rod Milburn                                               | US-amerikanischer Hürdenläufer                                                                       | 47    |       |
| 11. November | Rudolf Ortner                                             | deutscher Architekt, Baubeamter, Hochschullehrer, Maler und Fotograf                                 | 85    |       |
| 11. November | Gintaras Ramonas                                          | litauischer Politiker, Mitglied des Seimas                                                           | 35    |       |
| 11. November | Menahem Max Schiffer                                      | deutsch-US-amerikanischer Mathematiker                                                               | 86    |       |
| 12. November | Lucy Ackerknecht                                          | deutsche Psychotherapeutin und Autorin                                                               | 84    |       |
| 12. November | Alberto Cavallone                                         | italienischer Filmregisseur und Drehbuchautor                                                        | 59    |       |
| 12. November | Günther Hämmerlin                                         | deutscher Mathematiker                                                                               | 69    |       |
| 12. November | Wolf Herre                                                | deutscher Zoologe, Rektor der Universität Kiel                                                       | 88    |       |
| 12. November | James Laughlin                                            | US-amerikanischer Lyriker und Verleger                                                               | 83    |       |
| 12. November | Maria Gräfin von Maltzan                                  | deutsche Biologin, Tierärztin und Widerstandskämpferin gegen die Nationalsozialisten                 | 88    |       |
| 12. November | Rainer Ptacek                                             | deutsch-amerikanischer Gitarrist und Liedermacher                                                    | 46    |       |
| 13. November | Alexandru Bârlădeanu                                      | rumänischer Politiker (PCR)                                                                          | 86    |       |
| 13. November | Friedrich-Karl Beier                                      | deutscher Jurist und Rechtswissenschaftler                                                           | 71    |       |
| 13. November | André Boucourechliev                                      | französischer Komponist und Musikschriftsteller                                                      | 72    |       |
| 13. November | James Couttet                                             | französischer Skisportler                                                                            | 76    |       |
| 13. November | Dietrich Lohmann                                          | deutscher Kameramann                                                                                 | 54    |       |
| 14. November | Knud E. Andersen                                          | dänischer Radrennfahrer                                                                              | 75    |       |
| 14. November | Eddie Arcaro                                              | US-amerikanischer Jockey                                                                             | 81    |       |
| 14. November | Alba de Céspedes                                          | italienische Schriftstellerin und Journalistin                                                       | 86    |       |
| 14. November | Stefan Lorant                                             | ungarisch-US-amerikanischer Journalist und Fotograf                                                  | 96    |       |
| 14. November | Gerhard Müller                                            | deutscher Jurist                                                                                     | 84    |       |
| 14. November | John Pickersgill                                          | kanadischer Politiker, Unternehmer und Autor                                                         | 92    |       |
| 14. November | Saitō Kiyoshi                                             | japanischer Holzschnitt-Künstler                                                                     | 90    |       |
| 15. November | Saul Chaplin                                              | US-amerikanischer Komponist und Texter von Filmmusik                                                 | 85    |       |
| 15. November | Manfred Herrmann                                          | deutscher Mathematiker                                                                               | 65    |       |
| 15. November | Ludwig Hoffmann                                           | deutscher Theaterwissenschaftler                                                                     | 65    |       |
| 15. November | Elizza La Porta                                           | rumänische Schauspielerin                                                                            | 95    |       |
| 15. November | Douglas MacArthur II                                      | US-amerikanischer Diplomat                                                                           | 88    |       |
| 15. November | Heinrich Schäfer                                          | deutscher Unternehmer im Rotlichtmilieu von Köln                                                     | 60    |       |
| 15. November | Manfred Schlenke                                          | deutscher Historiker                                                                                 | 70    |       |
| 15. November | Robert Stanley                                            | US-amerikanischer Maler und Grafiker                                                                 | 65    |       |
| 15. November | Coen van Vrijberghe de Coningh                            | niederländischer Schauspieler und Musiker                                                            | 47    |       |
| 16. November | José Behra                                                | französischer Rennfahrer                                                                             | 73    |       |
| 16. November | KP Brehmer                                                | deutscher Maler, Grafiker und Filmemacher                                                            | 59    |       |
| 16. November | Brigitte Groh                                             | deutsche Eiskunstläuferin                                                                            | 31    |       |
| 16. November | Georges Marchais                                          | französischer Politiker (KPF), Mitglied der Nationalversammlung, MdEP und Gewerkschafter             | 77    |       |
| 16. November | George O. Petrie                                          | US-amerikanischer Schauspieler                                                                       | 85    |       |
| 16. November | Hansi Waldherr                                            | deutscher Ringer, Catcher und Schauspieler                                                           | 76    |       |
| 17. November | Gert Günther Hoffmann                                     | deutscher Schauspieler und Synchronsprecher                                                          | 68    |       |
| 17. November | Wilfred Josephs                                           | englischer Komponist                                                                                 | 70    |       |
| 17. November | Edwin Mansfield                                           | US-amerikanischer Ökonom                                                                             |       |       |
| 17. November | August Müller                                             | deutscher Politiker (NSDAP, FDP), Bürgermeister von Königswinter                                     | 92    |       |
| 17. November | Orlando Ribeiro                                           | portugiesischer Geograph und Historiker                                                              | 86    |       |
| 17. November | Mike Rothschild                                           | US-amerikanischer Autorennfahrer                                                                     | 70    |       |
| 17. November | John Wimber                                               | US-amerikanischer Musiker, Pastor, Hochschullehrer und Gründer der charismatischen Vineyard-Bewegung | 63    |       |
| 18. November | Abraham Alangimattathil                                   | indischer Ordensgeistlicher, Bischof von Kohima                                                      | 64    |       |
| 18. November | Jochen Brennecke                                          | deutscher Schriftsteller, Redakteur und Marinehistoriker                                             | 84    |       |
| 18. November | Maria-Pia Geppert                                         | deutsche Biostatistikerin                                                                            | 90    |       |
| 18. November | Hiratsuka Un’ichi                                         | japanischer Holzschneider                                                                            | 102   |       |
| 18. November | Fredrik Horn                                              | norwegischer Fußballspieler                                                                          | 81    |       |
| 18. November | Frederick McCarthy                                        | australischer Anthropologe                                                                           | 92    |       |
| 18. November | Siegfried Poblotzki                                       | deutscher Drogist, Kfz-Elektriker, Künstler und Heimatforscher                                       | 80    |       |
| 18. November | Gerhard Reintanz                                          | deutscher Völkerrechtler in der DDR, Parteifunktionär der DDR-CDU                                    | 83    |       |
| 19. November | Thomas Goldstein                                          | deutsch-US-amerikanischer Historiker, Dozent und Journalist                                          | 84    |       |
| 19. November | John Gavin Nolan                                          | römisch-katholischer Weihbischof in New York                                                         | 73    |       |
| 19. November | Carola Standertskjöld                                     | finnische Sängerin                                                                                   | 56    |       |
| 19. November | Emilio Willems                                            | deutsch-US-amerikanischer Soziologe und Ethnologe                                                    | 92    |       |
| 20. November | Elsa Buchwitz                                             | deutsche Kommunalpolitikerin (CDU) und Aktivistin                                                    | 68    |       |
| 20. November | Grete Busch                                               | deutsche Leichtathletin                                                                              | 86    |       |
| 20. November | Alisa Fuss                                                | deutsch-israelische Pädagogin und Menschenrechtsaktivistin                                           | 78    |       |
| 20. November | Robert Palmer                                             | US-amerikanischer Journalist, Musikproduzent und Musiker                                             | 52    |       |
| 20. November | Ambrose Papaiah Yeddanapalli                              | indischer Ordensgeistlicher, Bischof von Bellary                                                     | 83    |       |
| 21. November | Thomas Viktor Adolph                                      | deutscher Journalist                                                                                 | 83    |       |
| 21. November | Bill Boyd                                                 | US-amerikanischer Pokerspieler                                                                       | 91    |       |
| 21. November | Harold Geneen                                             | US-amerikanischer Geschäftsmann                                                                      | 87    |       |
| 21. November | Julian Jaynes                                             | US-amerikanischer Psychologe                                                                         | 77    |       |
| 21. November | Matthias Krempl                                           | österreichischer Politiker (ÖVP), Abgeordneter zum Nationalrat, Mitglied des Bundesrates             | 80    |       |
| 21. November | Hans Lauwerier                                            | niederländischer Mathematiker                                                                        | 74    |       |
| 21. November | Peter Lufft                                               | deutscher Maler und Fotograf, Kunst- und Theaterkritiker, Publizist und Galerist                     | 85    |       |
| 21. November | Emilio Malchiodi                                          | argentinischer Kugelstoßer und Diskuswerfer                                                          | 75    |       |
| 21. November | Joseph Neundorfer                                         | deutscher Schulleiter und Politiker (CSU), MdL Bayern                                                | 96    |       |
| 21. November | Jack Purvis                                               | britischer Schauspieler                                                                              | 60    |       |
| 21. November | Erna Raupach-Petersen                                     | deutsche Volksschauspielerin und Hörspielsprecherin                                                  | 93    |       |
| 21. November | Robert Simpson                                            | britischer Komponist                                                                                 | 76    |       |
| 22. November | Louis Freichel                                            | deutscher Jazzmusiker und Songwriter                                                                 | 75    |       |
| 22. November | Hans-Joachim Gernentz                                     | deutscher Sprachwissenschaftler                                                                      | 79    |       |
| 22. November | Michael Hutchence                                         | australischer Sänger der australischen Rockband INXS                                                 | 37    |       |
| 22. November | Georg Melchers                                            | deutscher Biologe                                                                                    | 91    |       |
| 22. November | Olga von Ungern-Sternberg                                 | deutsche Astrologin, Ärztin und Psychoanalytikerin                                                   | 101   |       |
| 23. November | Félix Lecoy                                               | französischer Romanist und Mediävist                                                                 | 93    |       |
| 23. November | Robert Lewis                                              | US-amerikanischer Schauspieler, Regisseur, Schauspiellehrer, Autor und Mitgründer des Actors Studio  | 88    |       |
| 23. November | Jorge Mas Canosa                                          | US-amerikanischer Unternehmer und Exilkubaner                                                        | 58    |       |
| 23. November | Henry Wilson, Baron Wilson of Langside                    | britischer Jurist und Politiker                                                                      | 81    |       |
| 24. November | Leopold Adams                                             | deutscher Jurist und Staatsanwalt                                                                    | 95    |       |
| 24. November | Barbara                                                   | französische Chanson-Sängerin und -Komponistin                                                       | 67    |       |
| 24. November | Klaus Brodersen                                           | deutscher Chemiker                                                                                   | 71    |       |
| 24. November | Andrei Wenediktowitsch Fjodorow                           | russischer Übersetzer, Philologe, Literarhistoriker und Pädagoge                                     | 91    |       |
| 24. November | Maurits Gysseling                                         | belgischer Sprachwissenschaftler, Paläograf und Onomastiker                                          | 78    |       |
| 24. November | Halyna Mesenzewa                                          | sowjetischer Architekturhistoriker, Archäologe und Hochschullehrer                                   | 74    |       |
| 24. November | Alfred Straßweg                                           | deutscher Politiker (NSDAP), MdR, MdL                                                                | 95    |       |
| 25. November | Hastings Kamuzu Banda                                     | malawischer Politiker, Präsident und Diktator Malawis                                                |       |       |
| 25. November | James H. Ellis                                            | britischer Kryptologe                                                                                | 73    |       |
| 25. November | Charles Hallahan                                          | US-amerikanischer Film- und Theaterschauspieler                                                      | 54    |       |
| 25. November | Stephen McNichols                                         | US-amerikanischer Politiker                                                                          | 83    |       |
| 25. November | Gerhard Mey                                               | Konzertpianist und Weber-Preisträger aus Weimar                                                      | 70    |       |
| 25. November | Richard M. Noyes                                          | US-amerikanischer physikalischer Chemiker                                                            | 78    |       |
| 25. November | Reginald Richardson                                       | kanadisch-US-amerikanischer Physiker                                                                 |       |       |
| 25. November | Marcel Saucier                                            | kanadischer Geiger, Komponist und Musikpädagoge                                                      | 85    |       |
| 26. November | Rudolf Buhse                                              | deutscher Offizier, zuletzt Brigadegeneral der Bundeswehr                                            | 92    |       |
| 26. November | Erna Fentsch                                              | deutsche Schauspielerin, Drehbuch- und Romanautorin                                                  | 88    |       |
| 26. November | Marguerite Henry                                          | US-amerikanische Autorin                                                                             | 95    |       |
| 26. November | Werner Höfer                                              | deutscher Journalist                                                                                 | 84    |       |
| 26. November | Okuno Takeo                                               | japanischer Literaturkritiker                                                                        | 71    |       |
| 26. November | Francis Paudras                                           | französischer Jazz-Autor                                                                             | 62    |       |
| 27. November | Walter Binni                                              | italienischer Politiker und Literaturwissenschaftler, Romanist und Italianist                        | 84    |       |
| 27. November | Herbert Helmert                                           | deutscher Maler                                                                                      | 73    |       |
| 27. November | Eduardo Kingman                                           | ecuadorianischer Maler und Grafiker                                                                  | 84    |       |
| 27. November | Karl Peter Kisker                                         | deutscher Psychologe und Mediziner                                                                   | 71    |       |
| 27. November | Malcolm Knowles                                           | US-amerikanischer Pädagoge                                                                           | 84    |       |
| 27. November | Eric Laithwaite                                           | englischer Ingenieur                                                                                 | 76    |       |
| 27. November | Alexander Rutsch                                          | österreichischer Porträtmaler und -zeichner                                                          | 81    |       |
| 27. November | Pietro Scarpini                                           | italienischer Pianist, Komponist und Musikpädagoge                                                   | 86    |       |
| 28. November | Tom Evenson                                               | britischer Langstrecken- und Hindernisläufer                                                         | 87    |       |
| 28. November | Franzi Löw                                                | österreichische Widerstandskämpferin                                                                 | 81    |       |
| 28. November | Georges Marchal                                           | französischer Schauspieler                                                                           | 77    |       |
| 28. November | Hans Pfeil                                                | deutscher christlicher Philosoph                                                                     | 94    |       |
| 28. November | Carl Oskar Renner                                         | deutscher Schriftsteller                                                                             | 89    |       |
| 28. November | Sachari Jefimowitsch Tschernjakow                         | sowjetischer Finnougrist                                                                             | 97    |       |
| 29. November | Liviu Constantinescu                                      | rumänischer Geophysiker                                                                              | 83    |       |
| 29. November | Michel Ferry                                              | französischer Fluchthelfer und Mitglied der Resistance                                               | 93    |       |
| 29. November | Ernest Johnson                                            | britischer Radrennfahrer                                                                             | 85    |       |
| 29. November | Conrad Kühlein                                            | deutscher Generalmajor im Bundesnachrichtendienst                                                    | 87    |       |
| 29. November | Ada Leonard                                               | US-amerikanische Bandleaderin                                                                        | 82    |       |
| 29. November | Jean-Pierre Monnier                                       | französischsprachiger Schweizer Schriftsteller                                                       | 75    |       |
| 29. November | Heikki Savolainen                                         | finnischer Kunstturner                                                                               | 90    |       |
| 29. November | Harry Tallert                                             | deutscher Journalist und Politiker (SPD), MdBB, MdB                                                  | 70    |       |
| 29. November | Gustav Adolf Theill                                       | deutscher Komponist und Musikwissenschaftler                                                         | 73    |       |
| 30. November | Kathy Acker                                               | US-amerikanische Schriftstellerin                                                                    | 50    |       |
| 30. November | Samuel Edimo                                              | kamerunischer Fußballspieler                                                                         | 62    |       |
| 30. November | Mary Fergusson                                            | britische Bauingenieurin                                                                             | 83    |       |
| 30. November | Andrea Grosske                                            | deutsche Schauspielerin, Hörspiel- und Synchronsprecherin                                            | 69    |       |
| 30. November | Robert Hauvespre                                          | französischer Fußballspieler                                                                         | 73    |       |
| 30. November | Karl Kowanz                                               | österreichischer Fußballspieler                                                                      | 71    |       |
| 30. November | Leo Edward O’Neil                                         | US-amerikanischer Geistlicher, Bischof von Manchester                                                | 69    |       |
| 30. November | Françoise Prévost                                         | französische Schauspielerin                                                                          | 67    |       |
| 30. November | Karin Schmidt                                             | deutsche Politikerin (CDU), MdL                                                                      | 58    |       |
| 30. November | Peter Stupel                                              | bulgarischer Komponist                                                                               | 74    |       |
| 30. November | Shamo Quaye                                               | ghanaischer Fußballspieler                                                                           | 26    |       |
| November     | Willy Grundbacher                                         | Schweizer Moderner Fünfkämpfer und Dressurreiter                                                     | 90    |       |
| November     | Masahide Kanayama                                         | japanischer Diplomat                                                                                 |       |       |
| November     | André Lay                                                 | französischer Schriftsteller                                                                         | 73    |       |
| November     | Manfred Ramminger                                         | deutscher Architekt, Ingenieur, Rennfahrer und Spion                                                 | 66    |       |
| November     | Thomas Trevilyan                                          | australischer Serienmörder                                                                           |       |       |